# Lake Shore (Minnesota)
Lake Shore – miasto w Stanach Zjednoczonych, w stanie Minnesota, w hrabstwie Cass.